# Saint-Georges-de-Montaigu
Saint-Georges-de-Montaigu är en kommun i departementet Vendée i regionen Pays de la Loire i västra Frankrike. Kommunen ligger i kantonen Montaigu som tillhör arrondissementet La Roche-sur-Yon. År 2018 hade Saint-Georges-de-Montaigu 4 309 invånare.

## Befolkningsutveckling
Antalet invånare i kommunen Saint-Georges-de-Montaigu
| Referens: INSEE |